# والتر آرثر هدسون
والتر آرثر هدسون (بالإنجليزية: Walter Arthur Hudson)‏ هو سياسي نيوزلندي، ولد في 1898، وتوفي في 1972. حزبياً، نشط في حزب العمال النيوزيلندي. وقد انتخب عضو مجلس النواب النيوزيلندي.